# 單層壓電片

Unimorph cantilever

單層壓電片是由一層壓電材料和一層非壓電材料所組成的片條。當加入電場時，壓電材料那層便會伸展，而使得兩層的長度不同，因而讓整個片條彎曲。

## 另見
- 雙層壓電片